# HBL Pakistan
Pour les articles homonymes, voir HBL.
 (juin 2015).
Si vous disposez d'ouvrages ou d'articles de référence ou si vous connaissez des sites web de qualité traitant du thème abordé ici, merci de compléter l'article en donnant les références utiles à sa vérifiabilité et en les liant à la section « Notes et références ».
HBL (ourdou : حَبيب بينك) (anciennement Habib Bank Limited) désormais dénommée HBL Pakistan et basée à Karachi, au Pakistan, est la plus grande banque du pays. Elle dispose d'un réseau de plus de 1 500 succursales et plus de 1 000 distributeurs automatiques au Pakistan et 55 succursales à travers le monde. Il a une part de marché domestique de plus de 40 %. Il continue de dominer le secteur bancaire commercial avec une part de marché importante dans les envois de fonds étrangers vers l'intérieur (55 %) et des prêts aux petites industries, commerçants et agriculteurs.